# Indische Cricket-Nationalmannschaft in Pakistan in der Saison 2005/06
Die Tour der indischen Cricket-Nationalmannschaft nach Pakistan in der Saison 2005/06 fand vom 13. Januar bis zum 19. Februar 2006 statt. Die internationale Cricket-Tour war Bestandteil der Internationalen Cricket-Saison 2005/06 und umfasste drei Tests und fünf ODIs. Pakistan gewann die Test-Serie 1–0, während Indien die ODI-Serie 4–1 für sich entscheiden konnte.

## Vorgeschichte
Pakistan spielte zuvor eine Tour gegen England, Indien gegen Sri Lanka.
Das letzte Aufeinandertreffen der beiden Mannschaften bei einer Tour fand in der Saison 2004/05 in Indien statt.

## Stadien
Die folgenden Stadien wurden für die Tour als Austragungsort vorgesehen und am 6. Dezember 2005 bekanntgegeben.
| Stadion                    | Stadt      | Kapazität | Spiele          |
| -------------------------- | ---------- | --------- | --------------- |
| Iqbal Stadium              | Faisalabad | 18.000    | 2. Test         |
| National Stadium           | Karachi    | 34.228    | 3. Test; 5. ODI |
| Gaddafi Stadium            | Lahore     | 60.000    | 1. Test; 3. ODI |
| Multan Cricket Stadium     | Multan     | 30.000    | 4. ODI          |
| Arbab Niaz Stadium         | Peshawar   | 20.000    | 1. ODI          |
| Rawalpindi Cricket Stadium | Rawalpindi | 25.000    | 2. ODI          |

## Kaderlisten
Indien benannte seinen Test-Kader am 23. Dezember 2005 und seinen ODI-Kader am 29. Januar 2006.
Pakistan benannte seinen Test-Kader am 2. Januar und seinen ODI-Kader am 2. Februar 2006.
| Test | Test | ODI | ODI |
| Pakistan | Indien | Pakistan | Indien |
| --- | --- | --- | --- |
| - Inzamam-ul-Haq (K) - Younis Khan (VK) - Abdul Razzak - Danish Kaneria - Faisal Iqbal - Imran Farhat - Kamran Akmal (wk) - Mohammad Asif - Mohammad Sami - Mohammad Yousuf - Naved-ul-Hasan - Salman Butt - Shahid Afridi - Shoaib Akhtar - Shoaib Malik | - Rahul Dravid (K) - Ajit Agarkar - Mahendra Singh Dhoni (wk) - Sourav Ganguly - Zaheer Khan - Anil Kumble - VVS Laxman - Irfan Pathan - Virender Sehwag - Harbhajan Singh - Rudra Singh - Yuvraj Singh - Sachin Tendulkar | - Inzamam-ul-Haq (K) - Abdul Razzak - Arshad Khan - Iftikhar Anjum - Imran Farhat - Kamran Akmal (wk) - Mohammad Asif - Mohammad Sami - Mohammad Yousuf - Naved-ul-Hasan - Salman Butt - Shahid Afridi - Shoaib Malik - Umar Gul - Yasir Arafat - Younis Khan | - Rahul Dravid (K) - Ajit Agarkar - Mahendra Singh Dhoni (wk) - Gautan Gambhir - Mohammad Kaif - Murali Kartik - Zaheer Khan - Irfan Pathan - Ramesh Powar - Suresh Raina - Virender Sehwag - Rudra Singh - Yuvraj Singh - Skanthakumaran Sreesanth - Sachin Tendulkar |

## Tour Matches
| 7. – 9. Januar Scorecard | Lahore | Indians 414-7d (104) & 72 (13) | – | Pakistan A 358-9d (95) |
|                          |        | Remis                          |   |                        |

## Tests

### Erster Test in Lahore
| 13. – 17. Januar Scorecard | Lahore | Pakistan 679-7d (143.3) | – | Indien 410-1d (77.2) |
|                            |        | Remis                   |   |                      |

### Zweiter Test in Faisalabad
| 21. – 25. Januar Scorecard | Faisalabad | Pakistan 588 (136.2) & 490-8d (116.4) | – | Indien 603 (165.4) & 21-0 (8) |
|                            |            | Remis                                 |   |                               |

### Dritter Test in Karachi
| 29. Januar – 1. Februar Scorecard | Karachi | Pakistan 245 (60.1) & 599-7d (140.1) | – | Indien 238 (54.1) & 265 (58.4) |
|                                   |         | Pakistan gewinnt mit 341 Runs        |   |                                |

## One-Day Internationals

### Erstes ODI in Peshawar
| 6. Februar Scorecard | Peshawar | Indien 328 (49.4)                        | – | Pakistan 311-7 (47/47) |
|                      |          | Pakistan gewinnt mit 7 Runs (D/L method) |   |                        |

### Zweites ODI in Rawalpindi
| 11. Februar Scorecard | Rawalpindi | Pakistan 265 (49.2)          | – | Indien 266-3 (43.1) |
|                       |            | Indien gewinnt mit 7 Wickets |   |                     |

### Drittes ODI in Lahore
| 13. Februar Scorecard | Lahore | Pakistan 288-8 (50)          | – | Indien 292-5 (47.4) |
|                       |        | Indien gewinnt mit 5 Wickets |   |                     |

### Viertes ODI in Multan
| 16. Februar Scorecard | Multan | Pakistan 161 (41.5)          | – | Indien 162-5 (32.2) |
|                       |        | Indien gewinnt mit 5 Wickets |   |                     |

### Fünftes ODI in Karachi
| 19. Februar Scorecard | Karachi | Pakistan 286-8 (50)          | – | Indien 287-2 (46.5) |
|                       |         | Indien gewinnt mit 8 Wickets |   |                     |